# Sceptre héqa

La crosse (héqa).

Le sceptre héqa, dont l'extrémité supérieure est recourbée à la manière de la crosse d’un bâton de berger, assimile le pharaon à un berger qui conduit son peuple. C'est un des attributs du pharaon. Souvent, les pharaons étaient représentés assis les bras croisés, portant le sceptre héqa et le flagellum nékhekh.